# Juan Arias Dávila
Juan Arias de Ávila y González, más conocido como Juan Arias Dávila (h. 1436, Segovia – 1497, Roma) fue un político y eclesiástico español nombrado obispo de Segovia, protonotario apostólico y del Consejo Real de Enrique IV de Castilla y los Reyes Católicos. Era un hombre muy culto, lo que se reflejaba en su nutrida biblioteca, y fue un mecenas de las artes y las letras. Fue encargo suyo el claustro gótico de la catedral de Segovia, obra encomendada a Juan Guas, y es considerado el introductor de la imprenta en España, de la mano de Juan Parix de Heidelberg, quien imprimió en Segovia el Sinodal de Aguilafuente en 1472. Al final tuvo que exiliarse a Roma, donde murió, pues la situación en Segovia, con investigaciones inquisitoriales abiertas hacia sus antepasados judeoconversos, le hacía temer por su seguridad. 

## Primeros años
Nació en la ciudad de Segovia hacia el año 1436 en el seno de una poderosa familia judeoconversa. Era hijo de Diego Arias Dávila, un judío natural de Ávila que fue convertido al cristianismo cuando era un niño, y que ascendió en la Corte de Juan II y Enrique IV de Castilla, a quien sirvió como secretario, contador mayor y escribano, entre otros empleos, y de su segunda mujer, Elvira González. Fue el menor de cuatro hermanos, entre los que se encontraba Pedro Arias Dávila "el Valiente", que destacó como militar (padre de Pedro Arias Dávila, el conquistador español, gobernador y capitán general de Castilla del Oro). Otros hermanos fueron Isabel, que casó con el regidor segoviano Gómez González de la Hoz, y Francisco Arias Dávila.
Desde niño fue educado para ingresar en la carrera eclesiástica, costumbre de la época reservada a los hijos menores, y las primeras enseñanzas las recibió en su casa familiar. Se trasladó a continuar con sus estudios en la Universidad de Salamanca, perteneciendo al colegio Mayor de San Bartolomé, donde estudió en la cátedra de Juan Alfonso de Benavente, graduándose en derecho canónico con licenciatura en decretos. En 1455 ya había sido ordenado sacerdote, y fue nombrado capellán de Enrique IV, mientras que en 1458 obtuvo los cargos de oidor de la real audiencia, protonotario apostólico y abad de Froncea (despoblado de la provincia de Burgos). En 1460 ya ocupaba los cargos de deán de Segovia y canónigo de Burgos, Córdoba, Salamanca y Sevilla.

## Obispado de Segovia

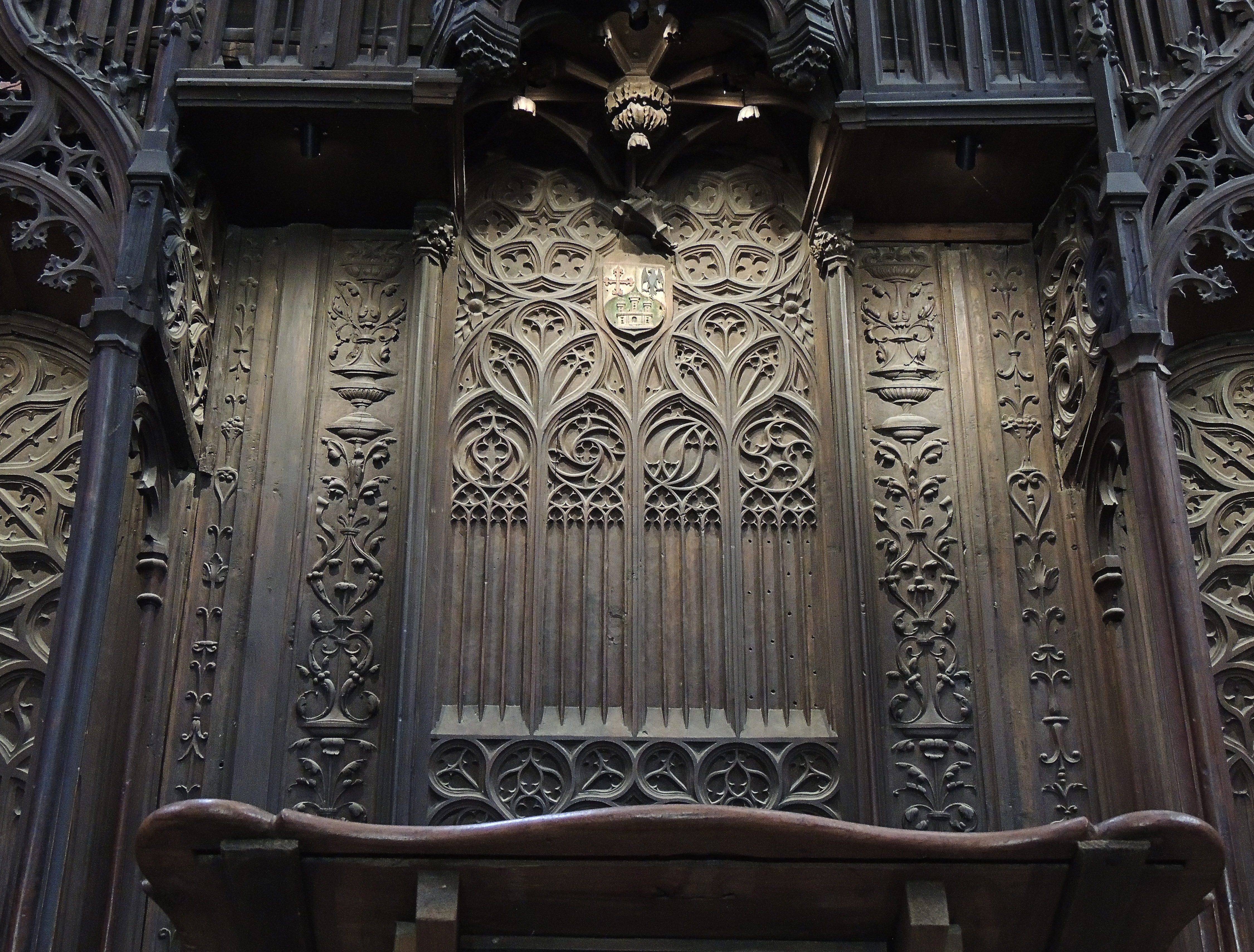
Silla episcopal con el escudo de Juan Arias Dávila en el coro de la catedral de Segovia.

En 1461 el Papa Pío II y a petición de Enrique IV, le nombró obispo de Segovia, pero sus 24 años de edad le imposibilitaron acceder al cargo hasta los 28, por lo que fue nombrado primeramente administrador de la diócesis de Segovia, cargo que ocupó hasta 1466, cuando adoptó la dignidad episcopal, perteneciendo entonces también al Consejo Real. Su actividad en el obispado se centró en cuatro puntos importantes: reforzar la autoridad episcopal, controlar el cabildo catedralicio, consolidar el señorío episcopal y reformar el clero de la diócesis, para lo cual celebró tres sínodos: el primero en Aguilafuente en 1472, el segundo en el palacio episcopal en 1478 y el tercero en Turégano en 1483. De ellos destaca el primero, cuyas conclusiones fueron recogidas en un Codex Canonum y posteriormente impresas por Juan Párix ese mismo año en el Sinodal de Aguilafuente, primer libro impreso en España.
Puso gran interés en hallar los restos de San Frutos, patrón de la diócesis, que la tradición aseguraba estaban enterrados en alguna parte de la catedral, pero estaban perdidos desde hacía siglos. Finalmente fueron hallados, y la reliquia se sigue venerando en la actualidad en la iglesia catedral. Además, durante su obispado encargó a Juan Guas el claustro para la antigua catedral de Santa María, trasladado posteriormente a la actual.
Sus relaciones con el cabildo eclesiástico de la ciudad fueron muy tensas, y fue firme defensor del movimiento reformista de las órdenes religiosas que se produjo durante el reinado de los Reyes Católicos. En 1486 por deseo de Isabel la Católica, reunificó los dos conventos franciscanos de Segovia en uno solo, el convento de San Francisco, entregando el San Antonio el Real a las clarisas. Finalmente intentó recuperar la posesión de la villa de Riaza, que había pertenecido al obispado hasta 1430, año en que el obispo Juan Vázquez de Cepeda la vendió a Juan II de Castilla. No consiguió la devolución de la villa, pero obtuvo una importante renta anual como compensación, y reconstruyó el castillo de Turégano, también propiedad de la diócesis, que se hallaba en ruinas cuando accedió a la silla episcopal.

## Etapa final: viaje a Roma contra la Inquisición
En 1490 el Tribunal de la Inquisición inició un proceso contra sus padres y su abuela materna, Catalina González. Intentó detenerlo sin éxito, pues los fundamentos del proceso fueron sólidos y los Reyes Católicos se mantuvieron al margen a pesar de la amistad que les unía, hecho que el obispo vio como una ofensa. El proceso salpicó a gran parte de la familia, y Juan Arias desenterró a sus padres para evitar que los huesos fuesen quemados por la Inquisición y se trasladó en 1490 a Roma para intentar detenerlo. Consiguió la absolución para sus padres y su abuela del delito de herejía.
No regresó a Segovia, y otorgó testamento en Roma el 20 de octubre de 1497, falleciendo poco después en la misma ciudad. Su cuerpo fue trasladado a la catedral de Segovia, donde yace sepultado en la actualidad, junto al denominado altar del Crucifijo.

## Su faceta como mecenas

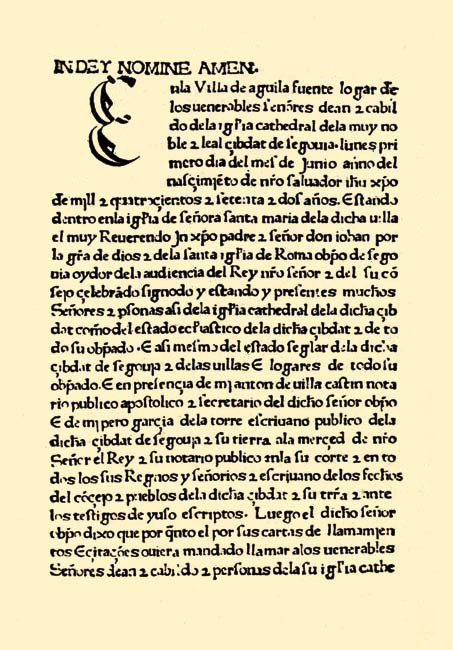
"Sinodal de Aguilafuente" primer incunable publicado en España (1472).

Durante su obispado se observa un importante esplendor artístico y cultural en la diócesis, destacando sobre todo la llegada de la imprenta a España. En 1469 comisionó al deán Juan López para que el tipógrafo Juan Párix se instalase en Segovia, y en 1472 consiguió imprimir el primer libro en España, el denominado Sinodal de Aguilafuente, una recopilación de actas y documentos del sínodo provincial que celebró en la iglesia de Santa María de Aguilafuente en los primeros días del mes de junio del mismo año. Además de esta obra, Juan Párix imprimió bajo el amparo del obispo Arias Dávila en Segovia otras ocho obras, todas ellas de carácter jurídico y derecho canónico.
Uno de los principales motivos por los que introdujo la imprenta en España fue el de la necesidad de abastecer de obras el Estudio General que fundó en Segovia poco antes de 1466, para la formación de los eclesiásticos en materias de gramática, lógica y filosofía moral. Considerado un gran bibliófilo, no solo adquirió para la catedral multitud de códices e incunables, sino que donó a la misma toda su biblioteca personal, en la que destacaban obras de Aristóteles, Pedro de Osma, Santo Tomás de Aquino, San Gregorio Magno, Pietro d'Abano, San León Magno o John Bromyard, entre otros. Además, desarrolló una importante actividad musical: construyó la sillería del coro de la catedral, y en sus sínodos hizo hincapié en que los religiosos debían aprender a cantar el canto llano. Mandó componer en 1484 el códice Liber consetudinarius Ecclesiae segoviensis, y dotó una capilla musical que disponía de maestros de capilla, cantores, organistas y mozos de coro. Finalmente compuso el Cancionero de la Catedral de Segovia, que contiene 204 piezas musicales de música sacra y profana, escrita e interpretada durante sus más de tres décadas como obispo de la diócesis.
En lo que refiere a la arquitectura, en 1472 encomendó la obra del claustro al maestro Juan Guas, en cuya obra trabajaron también Juan de Ruesga, Antón Egas y Sebastián de Almonacid. Mandó edificar también el palacio episcopal y reedifició el castillo de Turégano.
| Predecesor: Fernando López de Villaescusa | Obispo de Segovia 1461 – 1497 | Sucesor: Juan Arias de Villar |